# Галичанівська сільська рада
Галичанівська сільська рада  — колишній орган місцевого самоврядування у Городоцькому районі Львівської області з центром у с. Галичани.

## Загальні відомості
Історична дата утворення: в 1939 році.

## Населені пункти
Сільраді були підпорядковані населені пункти:
- с. Галичани
- с. Дроздовичі

## Склад ради
- Сільський голова: Олег Карапінка[1]
- Секретар сільської ради: Гірняк Леся Богданівна
- Загальний склад ради: 16 депутатів

### Керівний склад ради
| ПІБ                    | Основні відомості                                                  | Дата обрання | Дата звільнення |
| ---------------------- | ------------------------------------------------------------------ | ------------ | --------------- |
| Стойко Богдан Іванович | Сільський голова, 1962 року народження, освіта, безпартійний       | 26.03.2006   | 31.10.2010      |
| Шевчик Любов Федорівна | Сільський голова, 1957 року народження, освіта вища, позапартійна  | 31.10.2010   |                 |
| Олег Карапінка         | Сільський голова, 1995 року народження, освіта вища, позапартійний | .07.2017     |                 |

Примітка: таблиця складена за даними джерела

### Депутати
Результати місцевих виборів 2010 року за даними ЦВК
| № зп | № округу | Прізвище, ім'я, по батькові    | Дата визнання обраним                                       | Відомості про обраного депутата                                                       |
| ---- | -------- | ------------------------------ | ----------------------------------------------------------- | ------------------------------------------------------------------------------------- |
| 1    | 1        | Кодлубай Ярослав Теодорович    | 03.11.2010                                                  | Освіта середня, позапартійний, АПП «Львівське», робітник                              |
| 2    | 2        | Козак Степан Іванович          | 03.11.2010                                                  | Освіта середня, позапартійний, фізична особа-підприємець                              |
| 3    | 3        | Кричковська Даниїла Миколаївна | 03.11.2010                                                  | Освіта вища, позапартійна, доглядає за престарілими                                   |
| 4    | 4        | Глух Володимир Богданович      | 03.11.2010                                                  | Освіта вища, позапартійний, ФОП «Журавський В. І.», економіст                         |
| 5    | 5        | Шльомський Ігор Ярославович    | 03.11.2010                                                  | Освіта вища, позапартійний, Городоцький РВ УМВС, старший дільничний інспектор міліції |
| 6    | 6        | Сорока Марія Федорівна         | 03.11.2010                                                  | Освіта вища, позапартійна, приватний підприємець                                      |
| 7    | 7        | Войціховський Андрій Юрійович  | 03.11.2010                                                  | Освіта середня, позапартійний, НД «Просвіта» с. Галичани, завідувач                   |
| 8    | 8        | Гірняк Леся Богданівна         | 03.11.2010                                                  | Освіта вища, позапартійна, Галичанівська сільська рада, секретар                      |
| 9    | 9        | Феденко Володимир Іванович     | 03.11.2010                                                  | Освіта вища, позапартійний, ТзОВ «Ельпласт-тепло», заступник директора                |
| 10   | 10       | Фітак Галина Миколаївна        | 03.11.2010                                                  | Освіта вища, позапартійна, загальноосвітня школа с. Дроздовичі, вчитель               |
| 11   | 11       | Боднар Галина Михайлівна       | 03.11.2010                                                  | Освіта вища, позапартійна, тимчасово не працює                                        |
| 12   | 12       | Гасюк Петро Йосипович          | 03.11.2010                                                  | Освіта вища, позапартійний, ТзОВ «СТІГЛ», складник бруківки                           |
| 13   | 13       | Макаруха Дмитро Іванович       | 03.11.2010                                                  | Освіта вища, позапартійний, ПП «Кадастровий центр», начальник відділу                 |
| 14   | 14       | Кіш Мар'яна Романівна          | 03.11.2010 Освіта незакінчена вища, позапартійна, студентка |                                                                                       |
| 15   | 15       | Андрущишин Михайло Михайлович  | 03.11.2010                                                  | Освіта середня, позапартійний, тимчасово не працює                                    |
| 16   | 16       | Либа Ігор Іванович             | 03.11.2010                                                  | Освіта вища, позапартійний, тимчасово не працює                                       |